# Kensal
Kensal és una població dels Estats Units a l'estat de Dakota del Nord. Segons el cens del 2000 tenia 161 habitants.

## Demografia
Segons el cens del 2000, Kensal tenia 161 habitants, 68 habitatges, i 49 famílies. La densitat de població era de 103,6 hab./km².
Dels 68 habitatges en un 26,5% hi vivien nens de menys de 18 anys, en un 67,6% hi vivien parelles casades, en un 5,9% dones solteres, i en un 26,5% no eren unitats familiars. En el 25% dels habitatges hi vivien persones soles el 13,2% de les quals corresponia a persones de 65 anys o més que vivien soles. El nombre mitjà de persones vivint en cada habitatge era de 2,37 i el nombre mitjà de persones que vivien en cada família era de 2,84.
Per edats la població es repartia de la següent manera: un 25,5% tenia menys de 18 anys, un 3,7% entre 18 i 24, un 19,3% entre 25 i 44, un 21,7% de 45 a 60 i un 29,8% 65 anys o més.
L'edat mediana era de 47 anys. Per cada 100 dones de 18 o més anys hi havia 73,9 homes.
La renda mediana per habitatge era de 20.625 $ i la renda mediana per família de 50.625 $. Els homes tenien una renda mediana de 37.500 $ mentre que les dones 19.375 $. La renda per capita de la població era de 17.088 $. Entorn del 5,7% de les famílies i el 9,2% de la població estaven per davall del llindar de pobresa.

## Poblacions més properes
El següent diagrama mostra les poblacions més properes.